# Bradford Young
Pour les articles homonymes, voir Young.
Bradford Marcel Young, né le 6 juillet 1977 à Louisville, est un directeur de la photographie américain.

## Biographie
Bradford Young est issu d'une grande famille très unie. Ses proches sont propriétaires de la maison funéraire AD Porter and Sons dans sa ville natale de Louisville, Kentucky. Young a déménagé à Chicago à l'âge de 15 ans pour vivre avec son père. Avant de déménager à Chicago, il avait fréquenté la Brown School et la Central High School. Il a été très tôt inspiré par les œuvres de Romare Bearden, Jacob Lawrence et Aaron Douglas . Bien qu'ayant l'intention d'étudier l'écriture, il a étudié le cinéma à l'Université Howard, où il a été influencé par Haile Gerima,. Son premier projet de film chez Howard était un projet de groupe, un film muet en noir et blanc tourné sur un Canon Super 8. Travailler sur le plateau avec des collègues cinéastes de Howard lui a servi de porte d'entrée au cinéma. Avant de déménager à Washington, DC pour l'université, Young dit que « la seule raison pour laquelle je m'intéressais aux films était la façon dont la plupart des gens s'intéressaient aux films. J'aimais les regarder. » Dans sa jeunesse, il est allé au théâtre pour voir des films de Spike Lee avec sa famille.
En janvier 2017, Young est le premier directeur de la photographie afro-américain à être nommé pour un Oscar (pour son travail sur Premier contact).
Il est membre de l'American Society of Cinematographers (ASC) depuis 2015.

## Carrière
Les premiers longs métrages de Young en tant que directeur de la photographie sont Mississippi Damned (2009), Pariah (2011), Restless City (2011), Middle of Nowhere (2012), Ain't Them Bodies Saints (2013) et Mother of George (2013),. Il a remporté le prix de la cinématographie au Festival du film de Sundance à deux reprises. En 2011, il a gagné pour son œuvre sur Pariah . Deux ans plus tard, il a gagné pour son œuvre sur Mother of George et Ain't Them Bodies Saints . Il a été directeur de la photographie pour Selma (2014), qui a remporté le BET Award du meilleur film en 2015. Cette même année, Young a été intronisé à l' American Society of Cinematographers (ASC).
En janvier 2017, Young est devenu le premier directeur de la photographie afro-américain à être nommé pour un Oscar, pour son travail sur Arrival. Son travail sur Arrival lui a également valu un prix Silver Frog au festival Camerimage et des nominations pour les prix BAFTA et ASC.
Young était le directeur de la photographie pour Solo: A Star Wars Story (2018), sur le contrebandier spatial Han Solo.
En 2019, Young a fait équipe avec la réalisatrice Ava DuVernay sur la mini-série dramatique Netflix When They See Us, basée sur l' affaire du jogger de Central Park de 1989, qui a été saluée par la critique,,,,,,,,,.
En plus de son travail de long métrage, Young a collaboré avec les réalisateurs Kathryn Bigelow, Derek Cianfrance, Todd Haynes, Spike Jonze et Steve McQueen sur de nombreux courts métrages et publicités. Il a filmé des vidéoclips pour les artistes Beck, Common, Kamasi Washington, MGMT et Norah Jones. Young a également collaboré avec les artistes Elissa Blount Moorhead et Leslie Hewitt sur des installations vidéo qui ont été exposées dans les musées des beaux-arts du monde entier,.

## Vie privée
Young est marié à Stephanie Étienne, qui a reçu des remerciements particuliers pour A Most Violent Year. Ils résident actuellement à Baltimore, Maryland avec leurs deux fils.

## Style visuel
Young préfère photographier avec la lumière disponible. Par exemple, dans Pariah, pour une scène de chambre nocturne, il a tourné en utilisant uniquement des lumières de Noël et une lampe IKEA avec un abat-jour rouge. Amanda Petrusich, dans son article de 2012 sur Young pour le New York Times, déclare qu'il « préfère la lumière brute et a un penchant pour cette prise de vue, mais il se concentrait finalement sur le fait de s'écarter », a-t-il déclaré.
Dans un article de 2013 du Washington Post sur les directeurs de la photographie formés à l'Université Howard, Hans Charles, un assistant de caméra régulier pour Young, a déclaré qu'il avait développé un style visuel oblique polyvalent mais toujours aussi poétique.
Dans un article de 2017 du Courier Journal, Young a mentionné qu'il reconnaissait les cinéastes noirs plus âgés que lui tels qu'Ernest Dickerson ( Malcolm X ), Arthur Jafa ( Daughters of the Dust ) et Malik Sayeed ( Clockers ) comme des artistes qui jettent les bases des cinéastes noirs comme lui-même. Il a déclaré au Courier Journal qu'il « essayait de trouver cet équilibre entre s'assurer que je suis présent, mais aussi être cette voix dans la nature qui dit : " Il y a eu un excellent travail de la part des cinéastes afro-américains et c'est dommage ces gens qui sont venus avant moi et qui ont été mes professeurs mais n’ont pas été nommés pour des prix." ».
Il a également cité sa mémoire d'enfance comme une source d'inspiration clé : « Dès le début, quand je suis tombé sur une difficulté technique (faire un film), je repensais à mes souvenirs d'enfance à Louisville et à quoi ressemblait l'éclairage dans ces moments-là. Je fais toujours ça à ce jour. Je pense à la maison de ma grand-mère sur Greenwood Avenue et aux scènes de ses merveilleuses fêtes. Ou j'imagine la lumière dans la cuisine de ma tante Marie. Quand je suis coincé sur un problème technique en réalisant un film, j'accède à ces souvenirs et je sais que je fais ce qu'il faut. » Young a parlé de son affinité pour la narration non linéaire et le basculement entre les prises de vue en hauteur et les prises de vue à la main,.

## Filmographie

### Cinéma

#### Longs métrages
- 2007 : Mo de Brian Scott Lederman
- 2007 : White Lies, Black Sheep de James Spooner
- 2008 : Cigarettes for Breakfast de Daniel E. Williams
- 2009 : Mississippi Damned de Tina Mabry
- 2009 : Entre nos de Gloria La Morte et Paola Mendoza
- 2009 : Chinatown Film Project
- 2011 : Pariah de Dee Rees
- 2011 : Restless City (en) d'Andrew Dosunmu
- 2012 : Middle of Nowhere d'Ava DuVernay
- 2013 : Les Amants du Texas (Ain't Them Bodies Saints) de David Lowery
- 2013 : Mother of George (en) d'Andrew Dosunmu
- 2013 : Vara: A Blessing (en) de Khyentse Norbu
- 2014 : Selma d'Ava DuVernay
- 2014 : A Most Violent Year de J. C. Chandor
- 2014 : Le Prodige (Pawn Sacrifice) d'Edward Zwick
- 2016 : Premier contact (Arrival) de Denis Villeneuve
- 2017 : Where is Kyra? d'Andrew Dosunmu
- 2018 : Solo: A Star Wars Story de Ron Howard
- 2021 : Space Jam 2 de Malcolm D. Lee

### Télévision
- 2012 : The Boring Life of Jacqueline